# Model nebezpečí
Model nebezpečí je jednou z teorií o tom, jak funguje imunitní systém. Je založen na domněnce, že imunitní systém nerozeznává mezi tím, co je organismu vlastní a co je mu cizí, ale spíše mezi tím, co pro něj může být hrozbou a co je naopak bezpečné.

## Stručná historie vývoje imunologických modelů
První teorii, jak imunitní systém funguje, navrhl v roce 1959 F. M. Burnet. Ten předpokládal, že imunitní systém rozpoznává struktury organismu vlastní, které jsou tolerovány, a struktury organismu cizí, které jsou napadány a ničeny. Za nejdůležitější buňky pro fungování imunitního systému Burnet pokládal B-lymfocyty, u kterých předpokládal aktivaci po rozpoznání jakékoliv cizí struktury. Později se však zjistilo, že B-lymfocyt k aktivaci potřebuje kostimulační signály dodávané aktivovanými CD4+ T lymfocyty, které zase ke své aktivaci potřebují kostimulační signály od antigen prezentujících (APC) buněk. Burnetův model vlastního a cizího byl poté upravován na základě těchto zjištění. Jelikož se však zjistilo, že antigen prezentující buňky nerozpoznávají antigen specificky a mimoto také rozpoznávají vlastní struktury, pozbyla teorie organismu vlastních a cizích struktur platnosti. V roce 1989 proto Charles Janeway navrhl nový model fungování imunitního systému založený na představě, že antigen prezentující buňky jsou aktivovány přes PRR receptory (z angl. „pattern recognition receptors“), které rozpoznávají evolučně konzervované struktury na povrchu bakterií nazvané PAMP (z angl. „pathogen-associated molecular patterns) neboli s patogeny asociované molekulární vzory. Tyto struktury pak vnímají jako infekční organismu cizí struktury a dochází k aktivaci APC buňky. Naproti tomu vlastní struktury jsou vnímány jako neinfekční, tudíž k žádné reakci imunitního systému nedochází. Ani jeden z těchto modelů však nedokáže vysvětlit jevy jako je necytopatogenní virová infekce, rejekce štěpu po transplantaci nebo protinádorová imunita.

## Model nebezpečí
Roku 1994 byl Polly Matzingerovou navržen nový imunologický model, tzv. model nebezpečí (angl. „Danger model“). Imunitní systém dle Polly Matzingerové nerozlišuje mezi strukturami organismu vlastními a cizími, ale rozpoznává bezpečné struktury od nebezpečných jako jsou molekuly patogenů a stresové signály (tzv. alarminy) uvolňované ze stresovaných či poškozených buněk, které indikují narušenou homeostázu organismu.
Dle této teorie jsou pro rozvoj imunitní reakce nejdůležitější normální tkáně. V případě, že je buňka jakékoliv tkáně stresována (tzn.: v případě zranění, infekce, onkogenní transformace, atd.), začne vystavovat na svém povrchu či aktivně sekretovat nekonvenční sekreční dráhou molekuly nazývané DAMP (z angl. danger/damage associated molecular patterns) neboli s nebezpečím/poškozením asociované molekulární vzory. DAMP se také dostávají do extracelulárního prostoru ve chvíli, kdy buňka zemře určitými typy buněčné smrti jako jsou například pyroptóza, pyronekróza či nekróza. Naopak pokud buňka zemře tzv. imunologicky tichou smrtí neboli apoptózou, k uvolnění DAMP nedochází. DAMP jsou molekuly, které se za fyziologických podmínek v extracelulárním matrixu nevyskytují či dojde k jejich degradaci a špatnému prostorovému uspořádání díky silně oxidativnímu prostředí mimobuněčného prostoru. Mezi DAMP patří například DNA, RNA, kyselina hyaluronová, proteiny teplotního šoku, ATP, krystaly kyseliny močové, oxidované lipidy, denaturované proteiny, CD40L a také cytokiny jako jsou interferony, interleukiny, atd.

DAMP jsou společně s PAMP nazývány alarminy a jsou rozpoznávány PRR receptory na povrchu antigen prezentujících buněk. Mezi PRR receptory řadíme například TLR (z angl. „Toll-like receptor“), NLR (z angl. „nucleotide oligomerization domain (NOD)-like receptor“) či C-lektinové receptory. Tyto receptory se nenacházejí pouze na buněčné membráně, ale i v cytoplazmě či v membráně endozómů a endolysozómu. Stimulace PRR receptorů vede k aktivaci antigen prezentující buňky, která zpracuje antigen a vystaví jej na svém povrchu společně s dalšími kostimulačními molekulami pro CD4+ T lymfocyty.
Model nebezpečí tak přinesl úplně nový pohled na adaptivní a vrozenou imunitu. V minulosti byla vrozené imunitě přisuzována jen malá důležitost v rámci celého imunitního systému, kdežto adaptivní část imunity byla považována za nejdůležitější a nejefektivnější. Dle modelu nebezpečí však bez reaktivity buněk vrozené imunity není možná žádná reakce buněk imunity adaptivní, jelikož antigen prezentující buňky (jako např. dendritické buňky) spadající do vrozené části imunity jsou esenciální pro aktivaci buněk adaptivní části imunity, tedy T a B-lymfocytů.